# Iglesia Waiola
La Iglesia Waiola es el sitio de una misión histórica establecida en 1823 en la isla de Maui en Hawai. Originalmente llamada Iglesia Waineʻe hasta 1953, el cementerio es el lugar de descanso final para los primeros miembros de la familia real del Reino de Hawái.
En 1894, la iglesia fue destruida por un incendio y reconstruida, pero en agosto de 2023, la iglesia se perdió nuevamente debido a los incendios forestales de Hawái en 2023.

## Historia
La primera misión a Maui fue fundada por el reverendo William Richards (1793–1847) en 1823. Durante algunos años se utilizaron estructuras temporales hechas de postes de madera con techo de paja. En 1828, el gobernador de la isla, Hoapili, apoyó la construcción de una estructura de piedra y madera. La iglesia cristiana se construyó junto a un estanque que rodeaba una isla llamada Mokuʻula, considerada sagrada para la religión tradicional hawaiana, y residencia del rey. El primer edificio de piedra se inauguró el 4 de marzo de 1832 y se llamó Iglesia Waineʻe (agua en movimiento).
El reverendo Ephraim Spaulding (1802–1840) se unió a su esposa Juliet Brooks (1810–1898) desde 1832 hasta 1836. El reverendo Dwight Baldwin fue transferido en 1836 y se desempeñó como médico, aunque se formó en teología. Los Baldwin reconstruyeron la casa de los Spalding, que se mantuvo en la familia hasta 1967 cuando se convirtió en museo.
Waineʻe sirvió como iglesia para la familia real hawaiana durante el tiempo en que Lahaina era la capital del Reino, desde 1820 hasta mediados de la década de 1840. Se dice que varios miembros de la familia real fueron enterrados en el cementerio, que fue el primer cementerio cristinano del estado hawaiano. Un aspecto notable del cementerio es que los misioneros y los nativos hawaianos fueron enterrados uno al lado del otro.
Otro edificio llamado Hale Halewai (casa de reuniones) se construyó unas pocas cuadras al noroeste más o menos al mismo tiempo. En 1855, la congregación construyó un edificio más grande, llamándolo Aloha Hale (casa del aloha), terminado en 1858. Fue construido para celebrar cómo Baldwin había salvado a la población de Maui de la epidemia de viruela de 1853. En 1859, el gobierno real añadió bancos y pupitres y lo utilizó como escuela. En 1862, la Diócesis Episcopal de Hawái lo utilizó temporalmente.
En 1894, un incendio destruyó la iglesia. Se construyó uno nuevo a partir de donaciones de Henry Perrine Baldwin, hijo del original pastor Baldwin. En la década de 1950, una tormenta de viento derribó el campanario de Hale Aloha y dañó la iglesia de Waineʻe. La estructura de una iglesia moderna se terminó en 1953, cuando se cambió el nombre a Waiola (agua viva). La campana de la torre Hale Aloha se salvó para la nueva iglesia. En agosto de 2023, el edificio de la iglesia se perdió debido a los incendios forestales de Hawái de 2023.

## Descripción
La iglesia y Hale Aloha son dos propiedades que contribuyen al Distrito Histórico de Lahaina, designado como Distrito Histórico Nacional el 29 de diciembre de 1962.
Actualmente la congregación está afiliada a la Conferencia de Hawái de la Iglesia Unida de Cristo.

## Cementerio
Las lápidas en el cementerio, con fechas de muerte:
- Keopulolani, 16 de septiembre de 1823
- Kaumualiʻ, 26 de mayo de 1824
- Nahienaena, 30 de diciembre de 1836
- Kuini Liliha, 25 de agosto de 1839
- Ulumāheihei Hoapili, también conocido como Hoapili, 3 de enero de 1840
- Kalākua Kaheiheimālie, también conocida como Hoapili Wahine, 16 de enero de 1842
- Kekauʻōnohi, nieta de Kamehameha I, 2 de junio de 1847
- William Richards, 7 de noviembre de 1847